# Podsilnia
Podsilnia – liczba tzw. nieporządków zbioru skończonego, gdzie „nieporządkiem” nazywa się każdą permutację bez punktów stałych wspomnianego zbioru. Po raz pierwszy wzory opisujące nieporządki pojawiają się w pracach Eulera i Bernoulliego; podsilnia z nieujemnej liczby całkowitej jest równa permanentowi macierzy z zerami na głównej przekątnej i jedynkami poza nią stopnia równego wspomnianej liczbie.
W przypadku zbioru {\displaystyle n}-elementowego, gdzie {\displaystyle n} jest nieujemną liczbą całkowitą podsilnia {\displaystyle !n} oznacza więc liczbę takich rozmieszczeń {\displaystyle n} piłeczek, z których każda przypisana jest do jednej z {\displaystyle n} urn, że żadna z piłeczek nie trafiła do „swojej” urny. Podsilnia dla liczb {\displaystyle 0,\ 1,\ 2,\ 3,\ 4,\ 5} wynosi odpowiednio {\displaystyle 1,\ 0,\ 1,\ 2,\ 9,\ 44;} przy czym funkcja ta rośnie w podobnym tempie do silni, np. {\displaystyle !21=18\,795\,307\,255\,050\,944\,540} Liczba {\displaystyle 148\,349} jest jedyną liczbą, która jest równa sumie podsilni swoich cyfr: {\displaystyle 148\,349=\,!1\,+\,!4\,+\,!8\,+\,!3\,+\,!4\,+\,!9.}

## Definicja
Podsilnię definiuje się rekurencyjnie jako funkcję {\displaystyle !n} zbioru nieujemnych liczb całkowitych w siebie, która spełnia
{\displaystyle {\begin{cases}!0=1,\\!n=n{\big (}!(n-1){\big )}+(-1)^{n},\\!(n+1)=n{\big (}!n+!(n-1){\big )};\end{cases}}}
bądź po derekursywacji, za pomocą wzoru
{\displaystyle !n=n!{\big (}1-{\tfrac {1}{1!}}+{\tfrac {1}{2!}}-{\tfrac {1}{3!}}+\dots +(-1)^{n}{\tfrac {1}{n!}}{\big )},}
gdzie {\displaystyle n!} oznacza zwykłą silnię.